# Marcus Vettulenus Civica Barbarus
Marcus Vettulenus Civica Barbarus (né vers 115) était un sénateur et homme politique romain. 

## Biographie
Marcus Vettulenus Barbarus fut consul ordinaire en 157. Il était l'oncle paternel de l'empereur Lucius Verus. Il est a priori le fils de Sextus Vettulenus Civica Cerialis.
Il fut chargé, en 164 d'accompagner Lucilla, la fille de Marc Aurèle, lorsqu'elle alla épouser Lucius Vérus à Éphèse. 
Personnage cultivé et philhellène, Barbarus était aussi un ami du richissime sophiste Hérode Atticus avec qui il correspondait et il assista aux conférences que Galien donna à Rome, avec d'autres consuls comme Titus Flavius Boethus, Lucius Sergius Paullus et Gnaeus Claudius Severus. Sa carrière politique fut brillante et rapide, typique des patriciens, mais sans véritables responsabilités. 

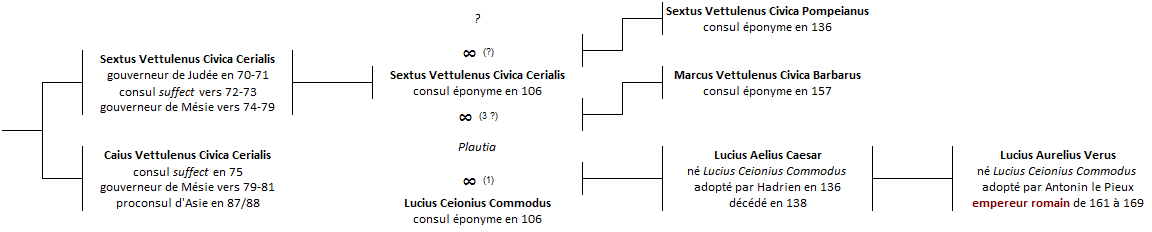
La famille des Vettuleni sous les Flaviens et les Antonins. Arbre non exhaustif.